# Arthur Armaingaud
Antoine-Arthur Armaingaud, né le 30 avril 1842 à Saint-Ciers-sur-Gironde (Gironde) et mort le 6 mars 1935 à Paris 5e, est un médecin français .

## Biographie
Arthur Armaingaud est le fils de Jean Baptiste Armaingaud (1809), pharmacien, et de Marie Corine Gaillard (1822-1851), issue d'une famille de notaires et de pharmaciens de Saint-André-de-Cubzac (Gironde).
Il fait ses études de Médecine à Bordeaux qu'il achève à Paris. En 1867, il est docteur en médecine et commence sa carrière comme secrétaire chez Sainte-Beuve, puis chez Littré. En 1879, il est nommé professeur agrégé à la Faculté de Bordeaux. Puis, il abandonne rapidement le professorat et son cabinet médical pour se consacrer exclusivement à la recherche scientifique.
 En 1887, il fonde le sanatorium d'Arcachon (aussi appelé le préventorium Armaingaud), puis celui de Banyuls-sur-Mer. Enfin, il participe à la fondation de la ligue française contre la tuberculose, dont il devient le président. Le sanatorium a la capacité de recevoir deux cents enfants et prouve son efficacité par la guérison de nombreux patients. Arthur est aussi l'un des premiers à comprendre l'importance incontournable de l'hygiène pour la lutte contre les maladies. En 1903, il pratique la médecine thermale à Cauterets.
 Armaingaud est aussi l'initiateur, trente ans avant sa promulgation, de la loi du 15 février 1902 relative à la protection de la santé publique. Toutes ces initiatives font de lui l'un des pionniers de la lutte contre la tuberculose et de l'instauration de structures destinées à l'hygiène sociale.
En 1931, il est fait commandeur de la Légion d'honneur.
Il meurt à son domicile au no 40 rue des Écoles  dans le 5e arrondissement de Paris

## Distinctions
- Commandeur de la Légion d'honneur

## La passion Montaigne
Très jeune, l'étudiant en médecine contracte une passion immodérée pour Montaigne, probablement par atavisme, car son grand-père en était lui-même un ardent admirateur. En 1912, il fonde la  Société des Amis de Montaigne dont Anatole France est le président.
En 1908, il écrit quelques brochures sur Montaigne. Par la suite, il entame un projet de publication des œuvres complètes de Montaigne en 12 volumes, avec plus de 200 pages d'introduction, qui lui prend près de 10 ans à réaliser. De son côté, il possédait pas moins de cent-huit éditions des Essais dans sa bibliothèque.

Sa passion dévorante et ses longues recherches lui feront affirmer que le Discours de la servitude volontaire par Étienne de La Boétie n'est autre qu'un écrit de Montaigne sous pseudonyme. Sa théorie sera contrée par Reinhold Dezeimeris, un autre inconditionnel et réputé admirateur de l'écrivain.
En 1933, il offre à la ville de Paris une sculpture de Montaigne commandée à l'artiste Paul Landowski à l'occasion du 400e anniversaire de l'écrivain.

## Œuvres

### Sur la médecine

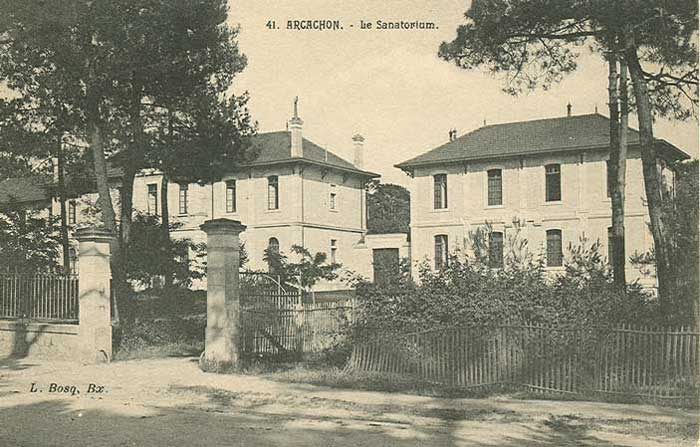
Le sanatorium d'Arcachon v. 1910

- Hygiène du soldat en campagne, à l'usage des gardes mobiles et des gardes nationaux mobilisés, Bordeaux : H. Muller , décembre 1870.
- Pneumonies et fièvres intermittentes pneumoniques avec tracés thermographiques,Bordeaux : impr. de Crugy , 1871.
- Du point apophysaire dans les névralgies et de l'irritation spinale, Paris : A. Delahaye , 1872.
- Réformes dont nos institutions d'hygiène publique sont susceptibles, avec le Dr Levieux, Bordeaux : impr. de G. Gounouilhou , 1873. [lire en ligne]
- La ville de Bordeaux est-elle menacée d'une invasion de la fièvre jaune ?, Bordeaux : imp. Duverdier , 1875.
- Sur une Névrose vaso-motrice se rattachant à l'état hystérique entièrement guérie par l'emploi des courants intermittents, Paris : Vve A. Delahaye , 1876.
- Sur une Corrélation pathogénique entre les maladies du cœur (insuffisance et rétrécissement aortiques) et l'hystérie chez l'homme, Paris : Vve A. Delahaye , 1878. [lire en ligne]
- Sur un Cas de sclérodermie. Application des courants électriques continus suivie de succès, Paris : Vve A. Delahaye , 1878.[lire en ligne]
- Étude sur les causes de l'hystérie chez les enfants, relation d'une petite épidémie d'hystérie observée à Bordeaux, dans une école de jeunes filles, Paris : V.-A. Delahaye , 1880.
- Action rapidement favorable de l'eau froide (draps mouillés), dans un cas de fièvre typhoïde, avec température hyperthermique de 42°et pneumonie du sommet, Paris : Vve A. Delahaye , 1880.
- Rapport présenté au Congrès international d'hygiène de Genève sur les "sanatoria" maritimes pour les enfants lymphatiques, scrofuleux et rachitiques, Paris : Duthu , 1883.
- Sur l'Organisation de l'administration de la santé publique, par le Dr Armaingaud,... Rapport présenté à l'Association des médecins de la Gironde, dans la séance du 25 novembre 1885, Bordeaux : impr. de G. Gounouilhou , 1889.
- Résultats remarquables d'un essai d'organisation de la prophylaxie administrative des maladies épidémiques dans trois départements du midi de la France, Paris : bibliothèque des "Annales économiques" , 1889. [lire en ligne]
- Instructions populaires sur la nécessité de détruire les crachats par le feu ou l'eau bouillante dans toutes les maladies qui amènent la toux et l'expectoration, Bordeaux : impr. de G. Gounouilhou , 1890.
- Sur l'Opportunité de rappeler l'attention sur la question du goitre endémique. Étiologie et prophylaxie, Bordeaux : impr. de G. Gounouilhou , 1891.
- De la décroissance de la mortalité par tuberculose en Allemagne, Bordeaux : impr. de G. Gounouilhou , 1904. [lire en ligne]
- Commission permanente pour la préservation de la tuberculose, au ministère de l'intérieur. Isolement obligatoire des tuberculeux dans les hôpitaux, rapport du Dr Armaingaud, présenté le 19 décembre 1903 à la Commission permanente, au nom de la 7e sous-commission, suivi de la circulaire ministérielle du 15 janvier 1904, Bordeaux, impr. de G. Gounouilhou , 1904. [lire en ligne]
- Œuvre de l'enseignement de l'hygiène et des sanatoriums maritimes, ou résidence de santé pour les enfants débiles, lymphatiques et scrofuleux. Le Sanatorium d'Arcachon et le sanatorium de Banyuls-sur-Mer, Bordeaux, impr. de G. Gounouilhon , 1904.

### Sur Montaigne
- Le prétendu stoïcisme de Montaigne, discussion de la thèse de M. le professeur Strowski, (1907), Paris, bureaux de la 'Revue politique et parlementaire' , In-8°, 20 p., 1908.
- Montaigne a toujours été épicurien, brochure in 8°, 32 p., 1908.
- Montaigne était-il hypocondriaque ?, discours à l'Académie de médecine, in 8°, 12 p., 1908.
- Montaigne pamphlétaire. L'énigme du Contr'Un, Paris, Hachette, 1910, 384 p. (lire en ligne)

### En tant qu'éditeur
- Journal de voyage en Italie, Michel de Montaigne (1533-1592), Paris : L. Conard, libr.-éditeur , 1928-1929.
- Les Essais, Michel de Montaigne (1533-1592), Paris : L. Conard, libr.-éditeur , 1924-1927.